# (24163) 1999 WT1
(24163) 1999 WT1 est un astéroïde de la ceinture principale d'astéroïdes de 3,065 km de diamètre découvert en 1999.

## Description
(24163) 1999 WT1 a été découvert le 25 novembre 1999 à Višnjan, une municipalité située dans le comitat d'Istrie en Croatie, par Korado Korlević.

### Caractéristiques orbitales
L'orbite de cet astéroïde est caractérisée par un demi-grand axe de 2,26 UA, un périhélie de 2,04 UA, une excentricité de 0,010 et une inclinaison de 2,17° par rapport à l'écliptique. Du fait de ces caractéristiques, à savoir un demi-grand axe compris entre 2 et 3,2 UA et un périhélie supérieur à 1,666 UA, il est classé, selon la JPL Small-Body Database, comme objet de la ceinture principale d'astéroïdes.

### Caractéristiques physiques
(24163) 1999 WT1 a une magnitude absolue (H) de 14,8 et un albédo estimé à 0,272, ce qui permet de calculer un diamètre de 3,065 km. Ces résultats ont été obtenus grâce aux observations du Wide-Field Infrared Survey Explorer (WISE), un télescope spatial américain mis en orbite en 2009 et observant l'ensemble du ciel dans l'infrarouge, et publiés en 2011 dans un article présentant les premiers résultats concernant les astéroïdes de la ceinture principale.